# Státní bezpečnost
Státní bezpečnost (in slovacco Štátna bezpečnosť, lett. "Sicurezza di Stato" in entrambe le lingue), abbreviato in StB, fu la polizia segreta della Cecoslovacchia dal 1945 al 1990.
Essa svolgeva attività di intelligence per la sicurezza dello Stato, controllo degli oppositori e talora attività di spionaggio internazionale in collaborazione con il KGB sovietica.
Soppresso poco prima dello scioglimento del Paese, ha i suoi successori nel Bezpečnostní informační služba (Servizio informazioni di sicurezza) ceco, e nel Národný bezpečnostný úrad (Ufficio per la sicurezza nazionale) slovacco.

## Storia

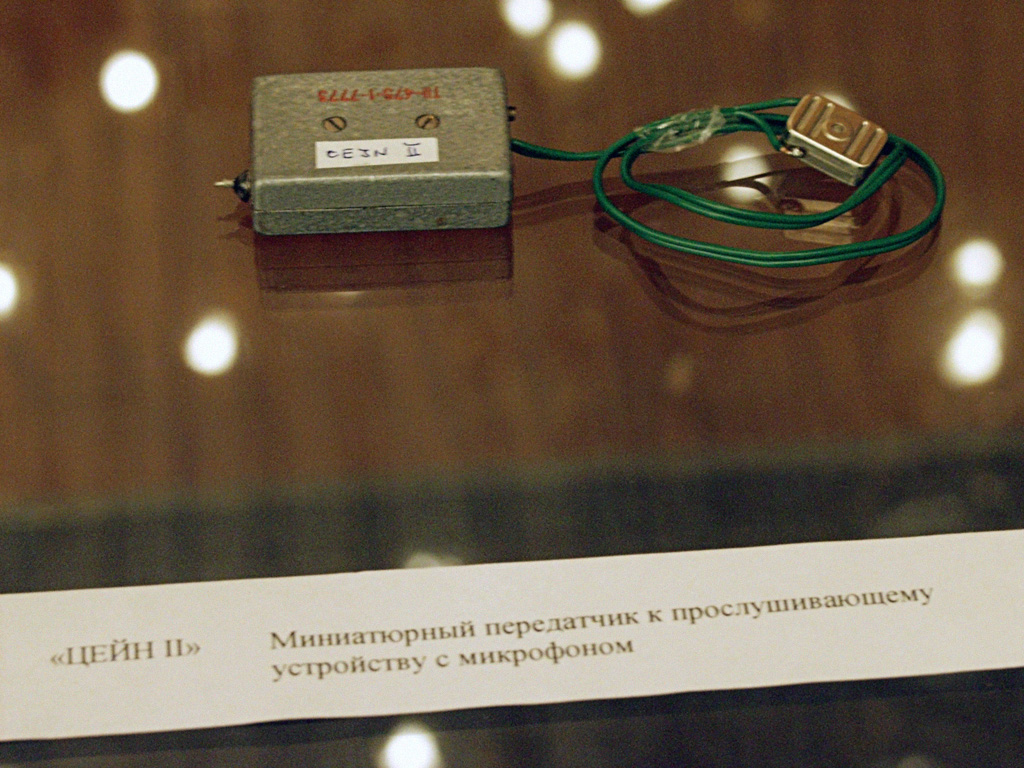
Strumento per attività di spionaggio utilizzato dalla Stb

Fin dalla sua istituzione StB era la polizia politica sotto il controllo del Partito Comunista di Cecoslovacchia, che usava l'agenzia come strumento di potere e di repressione; spiava e intimidiva gli oppositori politici, creava false prove da utilizzare nei loro confronti; la conquista del potere, avvenuta nel 1948, venne così facilitata.
Prima della trasformazione della Cecoslovacchia in uno Stato socialista, StB forzava le confessioni tramite le torture, quali uso di droghe, estorsioni e rapimenti. Dopo il colpo di Stato del 1948, dette pratiche si svilupparono sotto la tutela dei Consiglieri sovietici. Altre pratiche frequenti erano: controllo dei telefoni, della posta, osservazione delle abitazioni, sorveglianza, arresti e accuse nei confronti dei cosiddetti "sovversivi" della Repubblica.
Il ruolo della Stb nella caduta del regime avvenuta nel 1989 è incerto. Il 17 novembre 1989 si diffuse la notizia secondo la quale uno studente di nome Martin Šmíd venne ucciso per mano della polizia, durante una manifestazione pacifica; l'incidente fu il catalizzatore di altre manifestazioni che chiesero la caduta del regime. La Stb venne accusata di aver architettato la notizia tramite un suo giovane agente di nome Ludvík Zifčák, infiltratosi all'epoca nei movimenti studenteschi, il quale finse di essere stato ucciso. Lo scopo di questa operazione sarebbe stato provocare altre manifestazioni così da indurre la rimozione del Segretario Generale Miloš Jakeš. In ogni caso una Commissione d'inchiesta parlamentare sui fatti del 17 novembre 1989 non ha trovato prove di un coinvolgimento dell'agente Zifčák e ha escluso tale ricostruzione dei fatti.
La Stb venne sciolta il 1º febbraio 1990. Gli ex impiegati e gli informatori della Stb non possono accedere a determinate posizioni lavorative, ne sono esclusi per legge. Il 9 luglio 1993 il Parlamento della Repubblica Ceca nell’Atto sulla illegalità del Regime Comunista e sulla resistenza contro di esso ha stabilito che la Stb era un'organizzazione basata sull'ideologia del Partito comunista, volta alla repressione dei diritti umani e della democrazia tramite le sue attività e, di conseguenza, fondata su di una ideologia criminale.
L'attuale agenzia di intelligence della Repubblica Ceca, la Bezpečnostní informační služba (Servizio informazioni sicurezza), non può essere considerata l'erede della Stb.

## Organizzazione
La Stb era una delle componenti del Corpo di sicurezza nazionale (Sbor národní bezpečnosti), insieme alla Sicurezza nazionale, una forza di polizia che operava in uniforme. Entrambi i corpi operavano su livelli regionali e distrettuali, sotto la supervisione dei Ministri dell'interno ceco e di quello slovacco, ma da un punto di vista operativo erano diretti dal Ministero dell'interno federale.

## Personaggi noti
- Alfred Frenzel, si infiltrò nella Germania Ovest durante gli anni '50;
- Josef Frolík, disertò negli anni '60 rifugiandosi in Occidente;
- Karl Koecher, si infiltrò nella CIA negli anni '70.